# 張鵬翼 (嘉靖進士)
張鵬翼（1498年—？），字雲程，號文泉，河南開封府虞城縣人，民籍，明朝政治人物。

## 生平
嘉靖七年（1528年）戊子科河南鄉試第六十九名舉人，嘉靖八年（1529年）聯捷己丑科第三甲第一百六十五名進士。次年官山東章丘縣知縣，曾修縣志。擢刑部主事，谪州同，升主事、郎中，出为临洮府知府，升按察司副使，庚戌考察調用。

## 家族
曾祖張清；祖父張三恭；父張文勝，曾任壽官。母周氏。具庆下。